# 聖馬丁站 (加州列車)
圣马丁站（英語：San Martin station）位于美国加利福尼亚州圣马丁，是加州列车（Caltrain）的车站之一。该站为旧金山、圣马刁县和圣克拉拉县的通勤者提供服务。